# Tephrosia sparsiflora
Tephrosia sparsiflora là một loài thực vật có hoa trong họ Đậu. Loài này được H.M.L.Forbes miêu tả khoa học đầu tiên.